# Retamoso de la Jara
Retamoso de la Jara és un municipi de la província de Toledo a la comunitat autònoma de Castella-La Manxa. El 2004 va canviar el seu nom de Retamoso per Retamoso de la Jara.

## Demografia
| 1996 | 1998 | 1999 | 2000 | 2001 | 2002 | 2003 | 2004 | 2005 | 2006 |
| ---- | ---- | ---- | ---- | ---- | ---- | ---- | ---- | ---- | ---- |
| 198  | 174  | 164  | 160  | 152  | 149  | 141  | 135  | 135  | 132  |